# Нова Карија
Нова Карија (грч. Νέα Καρυά, Неа Карија) је насељено место у општини Места у периферији Источна Македонија и Тракија, Грчка. Према попису из 2021. године било је 1.302 становника.
Насеље се некада састојало од два читлучка насеља Кара Беј и Билал Ага, која су на попису из 1913. имала 97, односно 63 становника Рома муслимана. Године 1924. муслиманско становништво је принудно исељено у Турску а на њихово место су насељене грчке избегличке породице из Турске, којих је на попису из 1928. године било 735.